# Columbus Circle (film)
Columbus Circle – amerykański thriller z 2012 roku w reżyserii George’a Gallo.

## Opis fabuły
Historia dotycząca mieszkańców budynku przy nowojorskim rondzie Columbus Circle.

## Obsada
- Selma Blair jako Abigail
- Amy Smart jako Lillian Hart
- Jason Lee jako Charles Stratford
- Giovanni Ribisi jako detektyw Paul Giardello
- Kevin Pollak jako Klandermann
- Beau Bridges jako dr Raymond Fontaine
- Jason Antoon jako detektyw Jerry Eaans
- Jerry Penacoli jako Jerry Penacoli
- Robert Guillaume jako Howard Miles
- Samm Levine jako manager w banku
- Ginger Williams jako prezenterka wiadomości
- Robert Harvey jako reporter
- Julie Lott jako reporter
- Brendon Williams jako agent nieruchomości
- Aighleann McKiernan jako reporter
- Krisily Kennedy jako reporter
- Bubba Ganter jako portier
- Robert Della Cerra jako taksówkarz
- Minerva García jako biznesmenka
- Tom Sherak jako sprzedawca hot-dogów
- Troy Williams jako oficer sądowy